# Heleșteu

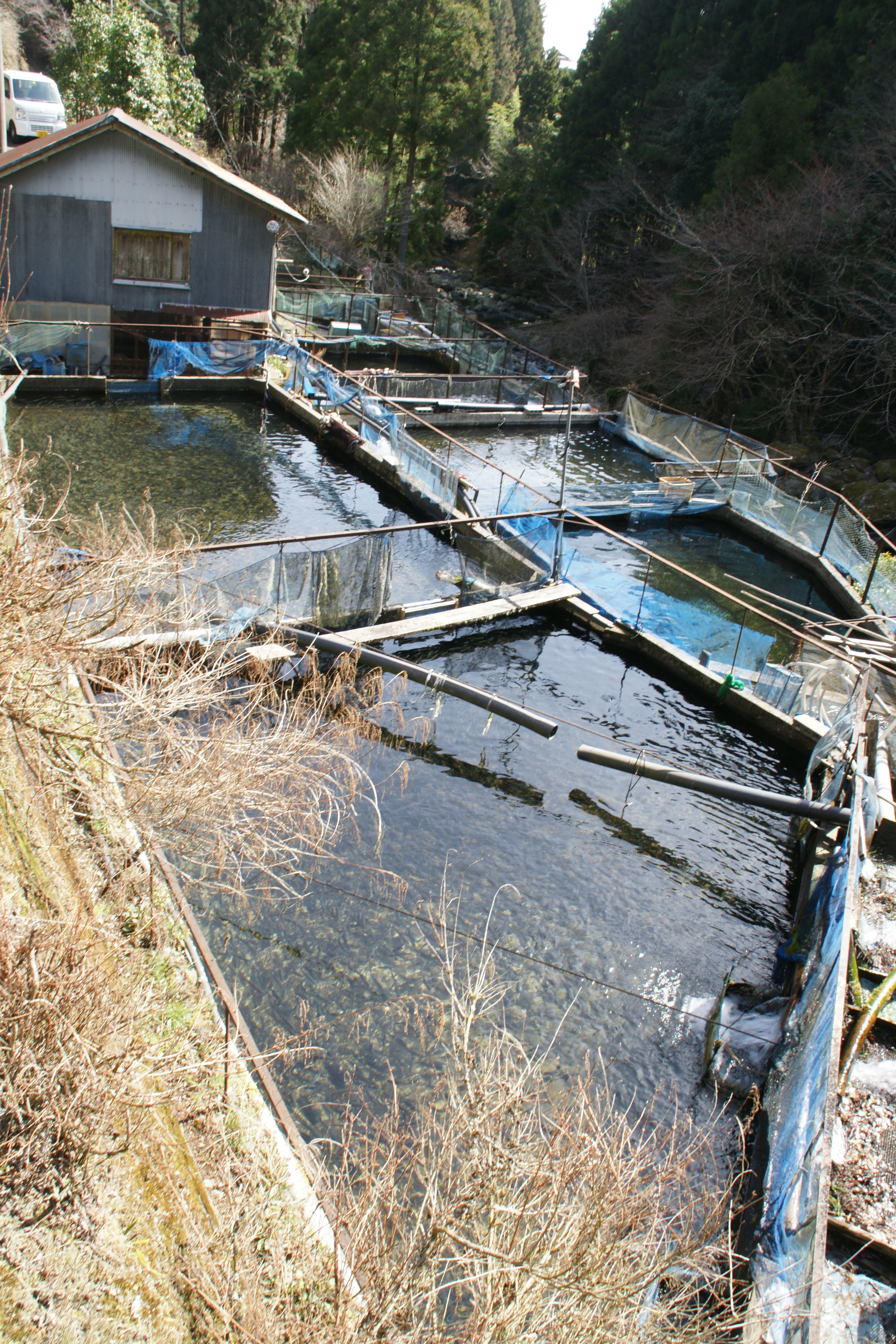

Heleșteu (din maghiară halastó) sau eleșteu este un bazin piscicol realizat în săpătură sau umplutură, înconjurat total ori parțial de diguri, prevăzut cu canale de alimentare, de evacuare și perimetrale, dotat cu construcții hidrotehnice și instalații de alimentare, reținere și evacuare a apei.
În Republica Moldova, termenii iaz și heleșteu sunt considerați sinonimi și sunt definiți ca „lac artificial, format prin stăvilirea apei cu baraj de pământ sau prin abaterea unui curs de apă, destinat pisciculturii, irigației etc.” cu volum de apă la nivelul normal de retenție de până la un milion de metri cubi.